# Лъкингтън
Лъкингтън (на английски: Luckington) е село в Западна Англия, графство Уилтшър. Намира се на 30 km североизточно от Бристол. Населението му е 664 жители (по приблизителна оценка от юни 2017 г.).
В Лъкингтън умира актьорът Джон Тоу (1942 – 2002).